# Lasianthus sylvestris
Lasianthus sylvestris är en måreväxtart som beskrevs av Carl Ludwig von Blume. Lasianthus sylvestris ingår i släktet Lasianthus och familjen måreväxter.
Artens utbredningsområde är Java. Inga underarter finns listade i Catalogue of Life.